# Afonso Pires da Charneca (filho)
Afonso Pires da Charneca, senhor dos Lagares d´El-Rei, cavaleiro e vassalo. Em Lisboa, em 6 de Outubro de 1384, foi armado cavaleiro pelo Mestre de Avis (futuro rei D. João I) ao prestar-lhe  homenagem, nesse dia e antes da batalha de Aljubarrota, como regente do Reino em sólio vacante. No ano seguinte esteve presente, pelo braço da Nobreza, na Cortes de Coimbra.
A 24 de Julho de 1385, D. João I doou a «Afom priz da charneca caualeiro nosso uasallo», de juro e herdade, para sempre, as vinhas e seus lugares que são no termo da cidade de Lisboa «aallem d aRoyos caminho da charneca as quaaes sooe d andar co a nossa adega da dcta cidade».
Morreu sem geração nem testamento. Mandou o rei que os seus bens passassem para o seu irmão D. Martinho Afonso Pires da Charneca arcebispo de Braga.

## Controvérsia
Diz-se que seu pai recebeu a mercê da Alcáçova e várias outras terras "por serviços que este lhe fez", entre elas os Lagares d´El-Rei, por ordem do referido "Mestre" de Avis, o rei D. João I de Portugal, mas, no entanto tudo parece indicar que se esteja a confundir com este seu filho varão e seu já «aportuguesado» homónimo.
Assim como quais deles foi ou não um dos escolhidos pela corte para acompanhar o condestável D. Nuno Álvares Pereira quando este exerceu o cargo de Fronteiro-mor do Além-Tejo.

## Dados Genealógicos
Filho de:
- Afonso Perez da Charneca e de Constança Esteves.